# Kotava jezik
Kotava jezik (ISO 639-3: avk), umjetni jezik kojeg je konstruirao Staren Fetcey. Govori ga između 40 i 50 ljudi u raznim dijelovima svijeta.[nedostaje izvor]
Jezik je priznat i dobio je svoj kodni naziv 14. siječnja 2008. s identifikatorom [avk]. Pismo: latinica.

## Vanjske poveznice
- Kotava : the universal language of communication